# Tonal
Tonal fue un sello discográfico uruguayo cuya actividad se extendió entre 1965 y 1967.

## Historia
Propiedad de Casa Praos, el sello Tonal comenzó a funcionar en 1965 y contó con la dirección y producción del locutor radial y periodista Luis Américo Rodríguez Roque. A pesar de su corta historia, en la cual editó artistas y grupos folklóricos uruguayos, logró publicar varios álbumes importantes en la historia artística de ese país, como los primeros discos de Alfredo Zitarrosa. Su actividad se extendió hasta 1967, año en que su catálogo fue comprado por R. y R. Gioscia S.A., propietaria del sello Orfeo, bajo el cual se reeditaron algunos de sus álbumes.

## Discos editados

### LP
| Artista                              | Álbum                                                         | Año  | Serie  |
| ------------------------------------ | ------------------------------------------------------------- | ---- | ------ |
| Artistas varios                      | Gran festival del folklore del Uruguay. Firmamento 66. vol II | 1966 | CP 023 |
| Ruben Diaz Castillos e Hilario Pérez | Cancionero nativo para niños                                  | 1966 | CP 028 |
| Artistas varios                      | Lluvia de Navidad                                             | 1965 | CP 029 |
| Alfredo Zitarrosa                    | Canta Zitarrosa                                               | 1966 | CP 040 |
| Los Carreteros                       | Canta el Uruguay. Cantan los Carreteros                       | 1966 | CP 041 |
| Alfredo Zitarrosa                    | Del amor herido                                               | 1967 | CP 061 |

### EP
| Artista           | Título / Contenido                                                          | Año  | Serie   |
| ----------------- | --------------------------------------------------------------------------- | ---- | ------- |
| Los Olimareños    | Orejano / A orillas del Olimar // Serenata borracha / La ariscona           | 1965 | CP 5012 |
| Ruben Zarate      | Yo canto una pena / Retorno al amor // No quisiera quererte / Por este amor |      | CP 5015 |
| Alfredo Zitarrosa | El canto de Zitarrosa                                                       | 1965 | CP 5017 |
| Los Montoneros    | Paisaje minuano / El último viaje // A Don José / Mburucuyá                 |      | CP 5023 |